# Мостове (Бердичівський район)
Мостове́ (до 07.06.1946 року Війтівці) — село в Україні, в Андрушівській міській громаді Бердичівського району Житомирської області. Населення становить 567 осіб.

## Історія
Згадується у інвентарному переписі населення від 20-25 січня 1683 року як с. Війтівці, яке, як і багато інших сіл, що належали до містечка Паволочі, було повністю знелюднене.
Під час Голодомору у селі померло не менше 50 осіб.
27 листопада 2018 року в Мостовому звершено чин освячення престолу і храму УПЦ КП на честь Покрову Божої Матері.

## Населення

### Мова
Розподіл населення за рідною мовою за даними перепису 2001 року:
| Мова       | Кількість | Відсоток |
| ---------- | --------- | -------- |
| українська | 551       | 97.18%   |
| російська  | 16        | 2.82%    |
| Усього     | 567       | 100%     |

## Культура
Традиція приготування обрядової страви «крупки». Ця автентична обрядова страва, яка зберіглася в єдиному селі Мостове (Війтівці) Андрущівщини Житомирської області, має давнє, дохристиянське походження. Мало знати рецептуру «крупок», важливо бачити й перейняти сам процес їх приготування (качання). Традиційно качання «крупок» супроводжувалося піснями відповідного змісту – обрядовими (весільними, зеленосвятськими, купальськими, поховально-поминальними), ліричними, жартівливими тощо.

## Відомі постаті
- Ковалюк Микита Іванович (1884 — 15 листопада 1937) — депутат Всеукраїнських Установчих Зборів (1918)